# Адам Томсон
Адам Томсон (енгл. Adam Thomson; 13. март 1982) професионални је новозеландски рагбиста, који тренутно игра за аустралијског представника Мелбурн Ребелс у најјачој лиги на свету. Висок 196 цм, тежак 112 кг, у каријери је играо за Отаго 2004-2012 (50 утакмица, 65 поена), Хајлендерсе 2008-2012 (68 утакмица, 105 поена), Кенон Иглсе 2013-2015 (23 утакмица, 60 поена), Квинсленд Редсе 2015. (15 утакмица). Од сезоне 2016. наступаће за Мелбурн Ребелсе. Ишао је у исту средњу школу са Картером. За "ол блексе" је дебитовао против Ирске 2008. Помогао је репрезентацији Новог Зеланда да освоји куп три нација 2008. и светско првенство 2011. За репрезентацију Новог Зеланда је до сада одиграо 29 тест мечева и постигао 30 поена.